# Lemnalia faustinoi
Lemnalia faustinoi is een zachte koraalsoort uit de familie Nephtheidae. De koraalsoort komt uit het geslacht Lemnalia. Lemnalia faustinoi werd in 1933 voor het eerst wetenschappelijk beschreven door Roxas. 